# Leppäkorpi, Nummis

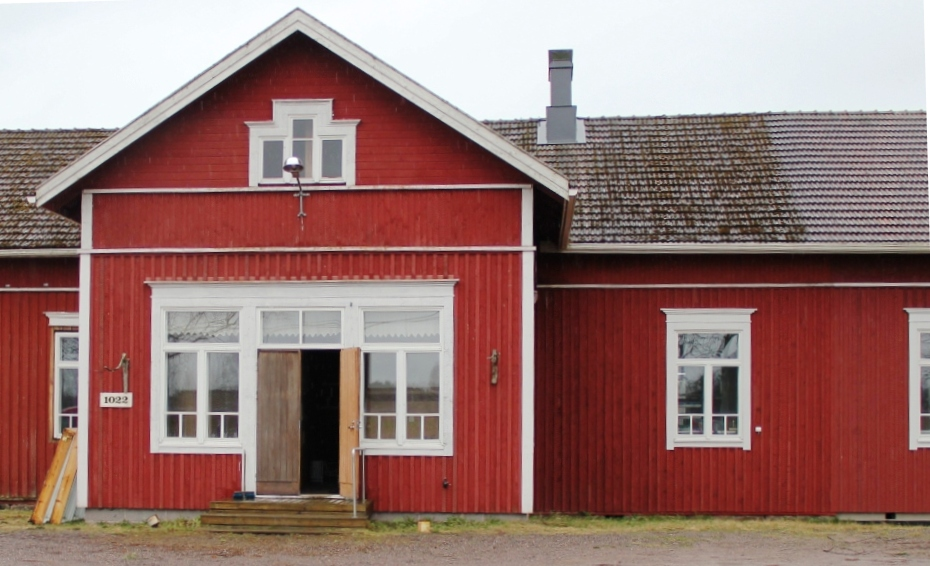
Folkets hus i Leppäkorpi uppfördes 1908.

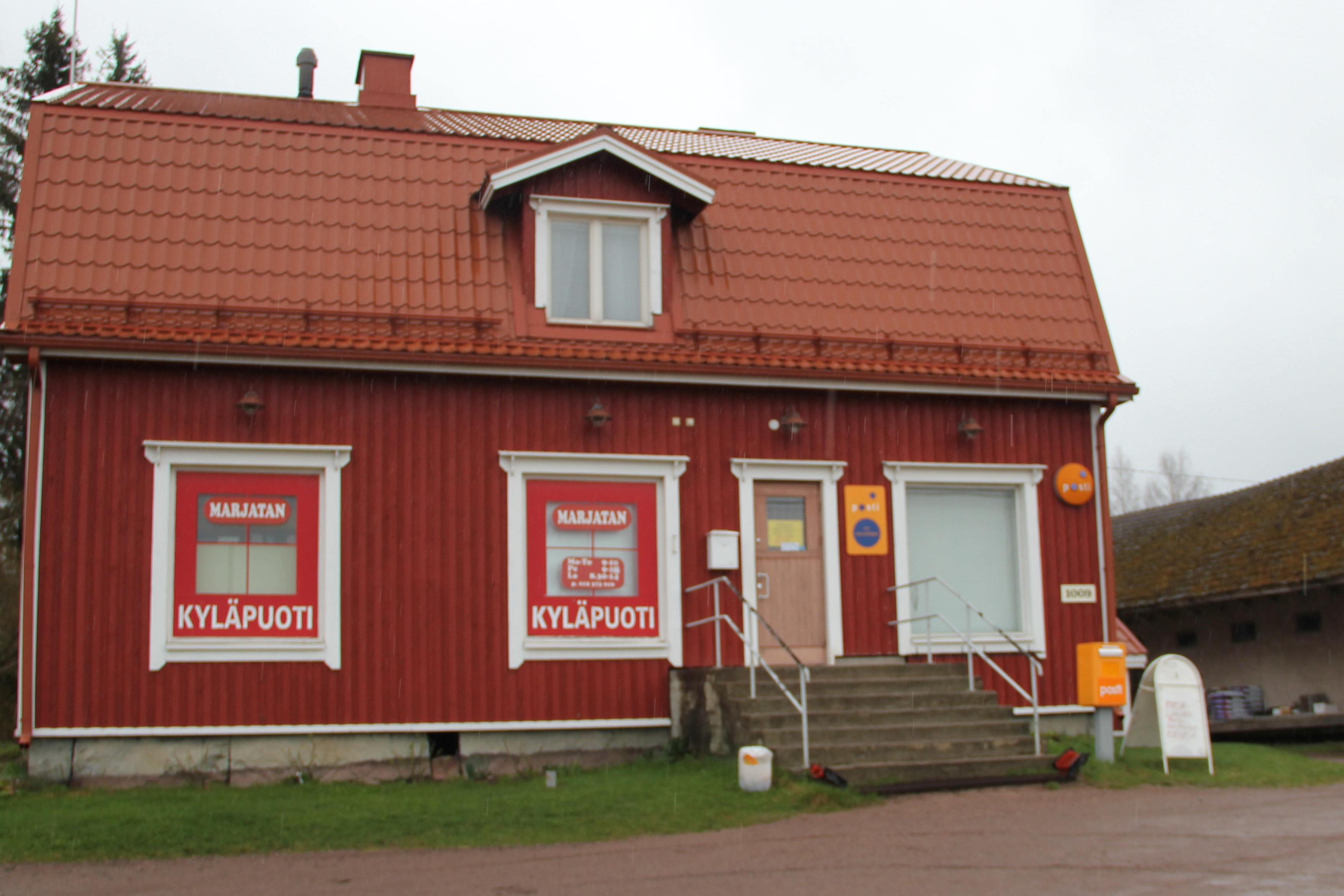
Bybutiken i Leppäkorpi 2022.

Leppäkorpi är en by i Nummis i Lojo stad i det finländska landskapet Nyland. I byn finns bland annat ett folkets hus. I huset har man årligen ordnat välgörenhetsevenemanget Leppäkorpi rokkaa för att samla in pengar till byns privata daghem.
I byn fanns också en liten butik, Marjatan kyläkauppa, med postkontor fram till år 2021.